# Мутасаррифат Караку
Мутасаррифат Караку або Каракський санджак (араб. سنجق معان) — адміністративно-територіальна одиниця Османської імперії. Існував у 1895—1918 роках. Утворився з частини Сирійського еялету (на теперішніх землях Йорданії).

## Історія
відновлення арабської національної свідомості в османській імперії призвела до намагання з одного боку, придушити, це рух, з іншого, адміністративними заходами зменшити напругу. Неможливість до кінця контролювати володіння за річкою Йордан, де мешкали кочівники-бедуїни змусила султанських уряд шукати методи вирішення проблеми. У 1892 році розроблено проект зі створення автономного санджаку (мутасаррифату) на місці санджаку Маан. Втім, лише у 1895 році його було зреалізовано — утворено мутасаррифат Караку. Адміністративним центром стало місто Ель-Карак.
Завданням було встановити контроль над бедуїнами, захист османських володінь в Палестині та на півдні Сирії, зв'язок з вілайєтом Хиджаз. У 1900-х роках територією мутасаррифату пройшла залізниця, що зв'язала Дамаск з Медіною у 1908 році. разом з тим посилення влади уряд на  цих землях викликало повстання племен Адван, Бені-Хасан, Бану-Сахр і Хаувейтат. Найбільшими з них відбулися у 1905 і 1910 роках. Їх було придушено значними зусиллями.
Події Першої світової війни майже не зачепили мутасаррифат. На цей час тут мешкало 72 562 особи. Звідси відбувалося постачання військ. Після поразок османських армій в Палестині у 1917 та 1918 роках, тут швидко владу встановили араби з Хиджазу. У 1920 році стає частиною мандату Великої Британії в Трансйорданії.

## Структура
Складався з 4 кази: Ель-Карак, Ель-Сальт, Маан, Ет-Тафіла.